# Likud Jisra’el bejtejnu
Likud Jisra'el bejtejnu (hebräisch הליכוד ישראל ביתנו in den israelischen Medien als Likud Bejtejnu, hebräisch הליכוד ביתנו) war der Name einer Parteien-Allianz, die am 25. Oktober 2012 mit dem Parteivorsitzenden Benjamin Netanjahu gebildet wurde, bestehend aus dem Mitte-rechts-Lager Likud und der rechtsgerichteten Jisra’el Beitenu, um an den Wahlen im Januar 2013 teilzunehmen. Das Bündnis vertritt die Interessen des Konservatismus, Religiösen Zionismus, Nationalismus, revisionistischen Zionismus, Säkularismus, Wirtschaftsliberalismus und der russischsprachigen Israelis. Innerhalb des Likud gab es Protest gegen das Wahlbündnis, angeleitet von Michael Eitan, der dann die Entscheidung der Partei akzeptierte. Das Bündnis erhielt 31 Sitze, dabei entfielen 20 Sitze auf Likud und 11 auf Jisra’el Beitenu. Am 7. Juli 2014 verkündete Avigdor Lieberman, Parteivorsitzender von Jisra'el bejtejnu, die Auflösung der Allianz aufgrund von Meinungsverschiedenheiten bezüglich der Vorgehensweise gegen die palästinensische Terrororganisation Hamas.